# John E. Walker
John Ernest Walker (Halifax, 7 de enero de 1941) es un químico británico galardonado con el Premio Nobel de Química del año 1997 por descubrir el mecanismo enzimático que está detrás de la síntesis de la ATP (adenosina trifosfato).

## Biografía
Estudió física, química y matemáticas en el St Catherine's College, dependiente de la Universidad de Oxford, donde se doctoró en 1965.

## Investigaciones científicas
Durante su estancia en Oxford inició su colaboración con Edward Abraham acerca de los péptidos como antibióticos, así como también se interesó en la biología molecular. Después de trabajar entre 1969 y 1971 en la Universidad de Wisconsin y de una estancia en Francia entre aquel año y 1974, entró a trabajar en la Universidad de Cambridge. Allí conoció a Fred Sanger y Francis Crick. Al lado de estos realizó análisis de secuencias de proteínas y pudo descubrir el código genético modificado del mitocondrio, y en 1978 decidió aplicar métodos químicos de la proteína a las mismas proteínas de la membrana.
En colaboración con el químico estadounidense Paul D. Boyer ha desarrollado métodos para estudiar la síntesis química de las enzimas que catalitzan la adenosina trifosfato, el principal aportador de energía a los organismos.
En 1997 fue galardonado, junto con Paul D. Boyer, con el  Premio Nobel de Química por el descubrimiento de la síntesis de la molécula de la adenosina trifosfato. La otra mitad del premio recayó en el químico danés Jens Christian Skou por el descubrimiento de la enzima transportadora de iones de sodio y potasio, la bomba sodio-potasio.
| Predecesor: Richard E. Smalley Harold Walter Kroto Robert Curl | Premio Nobel de Química 1997 | Sucesor: Walter Kohn John Pople |

- Datos: Q235184
- Multimedia: John E. Walker / Q235184